# Tupí
Poporul tupí este principala populație indigenă din Brazilia.